# Dolichopeza fumidapex
Dolichopeza fumidapex är en tvåvingeart som beskrevs av Alexander 1950. Dolichopeza fumidapex ingår i släktet Dolichopeza och familjen storharkrankar. Inga underarter finns listade i Catalogue of Life.